# Amand Blanquer i Ponsoda
Amand Blanquer i Ponsoda (Alcoi, 5 de febrer de 1935 – València, 7 de juliol de 2005) va ser un compositor i pedagog musical valencià.

## Biografia
Va nàixer en el si d'una família humil d'Alcoi. D'infant va patir una llarga malaltia, fet que unit a les penalitats de la guerra i la postguerra van fer d'ell un infant introvertit que va canalitzar les seues aficions cap a la lectura i la música. Va formar part de la Banda Primitiva d'Alcoi com a trompista, i, atesos els seus dots, va atraure l'atenció de diversos benefactors particulars i institucionals que van ajudar-lo en la seua carrera musical.
Va estudiar al Conservatori de València, amb Miquel Asins Arbó i Manuel Palau. La seua primera obra a ser estrenada és la Suite Blanca, de 1956. Després va traslladar-se a París, on va estudiar amb Olivier Messiaen. També va estudiar a Roma amb Goffredo Petrassi.
La seua dedicació a l'ensenyament, per la seua vinculació al Conservatori de València, on va ocupar les càtedres de contrapunt i composició, on va tenir entre altres alumnes Jaume Lloret Miralles, així com la direcció (1971-76), i al món de les Bandes de Música, són trets destacables de la seua carrera. La devoció als conjunts de vent és evident en la seua obra, havent deixat un nombre important de composicions tant per a Banda com per a conjunts més reduïts d'instruments de vent.
La seua obra abasta tota mena de gèneres i ha gaudit d'una rellevant difusió tant al País Valencià com a la resta d'Espanya i a l'estranger.
Entre altres reconeixements va rebre la Distinció de la Generalitat Valenciana al Mèrit Cultural, la Medalla de les Belles Arts i Premi Nacional de Música i el Premi Internacional d'Unicef.

## Obres
Orquestra
- 1974 Concert de cambra per a orquestra de cambra
- 1975 Homenaje a Juan Ramón Jiménez, per a guitarra i orquestra
- 1991 Breves reencuentros, per a dues flautes i orquestra de corda
- 1991 Concert per a 4 Trompes i Orquestra
- Ausiàs March en Concert
- Concert per a fagot i orquesta
- Concert per a trompa i orquestra
- Sinfonietta
- Oda a Manuel de Falla, per a orquestra de corda, clavecí (o piano) i percussió
- Tríptic Orquestral
- # Preludi
- # Coral
- # Toccata

Banda de música
- 1958 Al·leluia, Marxa Cristiana
- 1962 Salm, Marxa Cristiana
- 1962 Tres Danses Valencianes
- # Dansa Característica
- # Ball de Vellas
- # Jota
- 1973 Concert para banda
- # Allegro
- # Adagio - Andante- Adagio
- # Tempo de Marcia
- 1985 Iridiscencias Sinfónicas
- # Hoqueto: Allegro non tanto: Allegretto grazioso - Allegro vivace
- # Intermedio
- # Ricercar: Moderato - Allegretto grazioso
- 1990 La Romana
- 1991 Gloses II
- # Moderato
- # Mosso
- # Moderato
- # Mosso, con certo vivacita
- # Allegro jubiloso
- 2000 Tarde de Abril - Abencerrajes, Marxa Mora
- 2001 Entornos - Sinfonía para instrumentos de viento
- # Allegro Grazioso
- # Lento
- # Fanfarria y Coral
- 2003 Rituals i Dances d'Algemesí, suite simfònica per a banda
- Any d'alferis, Marxa Mora
- Elda, Marxa Mora
- El petit Adolfín Bernabéu, pasodoble
- El Somni, Marxa Mora
- Invencions per a banda
- Julio Pastor
- La Torre és Cristiana
- La Torre és Mora
- L'Ambaixador, Marxa Mora
- Les noces de llibertat
- Maria Rosa, pasodoble
- Marxa del centenari
- Moment de Festa
- Musical Apolo, pasodoble
- Paco Verdú, Marxa Mora
- Tino Herrera, Marxa Cristiana
- Tríptic per a Banda

Música vocal
- 1994 Ariettas becquerianas, per a soprano i piano - text: Gustavo Adolfo Bécquer
- 1996 Canciones Marineras voor zang en piano - text: Rafael Alberti
- 1995 Impromptus a María Luisa per a soprano i orquestra - text: Adrián Miró
- L'Infant de les quatre estacions voor zang en piano - text: Maria Beneyto

Música coral
- 1975 Tres Cançons Sentimentals, - text: Joan Valls i Jordà
- # Tonada de joventut
- # Cançoneta del foc secret
- # La viudeta
- A Betlem me'n vaig
- Airecillos de Belén
- Exultate Deo per a cor i orgue
- Tríptic Nadalenc

Cantates
- Quasi oliva speciosa, cantata a la Mare de Déu de l'Olivar, d'Alaquàs, per a cor i orquestra - text: Antoni Ferrer i Perales

Teatre
- 1990 Tríptic de Tirant lo Blanc, cantata escènica
- 1992 El triomf de Tirant, òpera, 2 actes - llibret: Josep Lluís Sirera i Rodolf Sirera sobre "Tirant lo Blanc", de Joanot Martorell i Martí Joan de Galba, estrenada a València

Música de cambra
- 1970 Sonatina, per a violí i piano
- 1972 Divertimento Giocoso per a quintet de vent
- # Serenata
- # Intermezzo
- # Burlesca
- # Ronda
- 1973 Cuaderno de Monóvar per a quartet de corda
- 1976 Fantasía, per a guitarra, violí i piano
- # Exaltación
- 1978 Sonatina Jovenívola, per a flauta i piano (també per a saxòfon i piano)
- 1979 Suite Litúrgica, per a vent i percussió
- 1985 Epifonias set peces per a flauta i piano
- 1990 L'ós hispànic, per a contrabaix i piano (també per a tuba i piano)
- 1994 Tema i Variacions per a quintet de vent
- 2000 Celístia per a violí, violoncel i piano
- 1979 Tres Peces Breus per a flauta, clarinet i fagot
- # Rondino
- # Cantinela
- # Marxa
- Abracadabra
- Breves Reencuentros per a dues flautes
- Breves Reencuentros per a quintet de corda
- Dédalo, per a clarinet i piano
- Homenatge a Béla Bartók
- Improvisación en trío, per a violí, trompa i piano
- Ofrena a Petrassi
- Peces heràldiques, per a dues trompes i piano
- Sonata per a violoncel i piano
- Sonata, per a trompa i piano
- Tres Interludis, per a tres trompes

Piano
- 1960 Piezas Breves
- 1964 Variaciones para piano
- 1975 Quatre preludis per a piano
- 1979 Sonatina Naïf
- 1984 Homenajes
- 1987 Una página para Rubinstein

Guitarra
- 1989 Homenaje a Johann Sebastian Bach, preludi i fuga sobre B-A-C-H
- Sonatina